# Eckenberg (Emskirchen)
Eckenberg ist ein Gemeindeteil des Marktes Emskirchen im Landkreis Neustadt an der Aisch-Bad Windsheim (Mittelfranken, Bayern). Die Gemarkung Eckenberg hat eine Fläche von 7,588 km². Sie ist in 694 Flurstücke aufgeteilt, die eine durchschnittliche Fläche von 10933,46 m² haben. In ihr liegt neben dem namensgebenden Ort der Gemeindeteil Borbath.

## Geografie
Das Dorf liegt am Gründleinsbach, einen linken Zufluss der Mittleren Aurach. 0,5 km nordöstlich des Ortes liegt das Bannholz, 1 km östlich das Unterholz, 0,5 km südwestlich das Bergholz. 0,5 km nordwestlich liegt das Flurgebiet Klinge, 0,5 km die Schmiedäcker, 0,25 km südöstlich die Tauberleite und 0,5 km südlich der Gemeindeberg.
Eine Gemeindeverbindungsstraße führt nach Borbath (1,7 km südwestlich) bzw. zur Kreisstraße ERH 15 bei Nankenhof (1,2 km nordöstlich), eine weitere führt nach Oberreichenbach ebenfalls zur ERH 15 (1,5 km nördlich).

## Geschichte
Der Ort wurde 1361/64 im burggräflichen Salbuch als „Eckenperge“ erwähnt. Zu dieser Zeit unterstand der Ort dem burggräflichen Amt Schauerberg. Nach dessen Auflösung kam der Ort zum neu geschaffenen Amt Emskirchen. Nach einer Beschreibung des Nürnberger Umlandes von 1502/06 unterstand der Ort dem Kloster Münchaurach.
Gegen Ende des 18. Jahrhunderts gab es in Eckenberg 17 Anwesen (4 Huben, 3 Halbhuben, 1 Gut, 6 Gütlein, 2 Tropfgütlein, 1 Tropfhaus). Das Hochgericht übte das brandenburg-bayreuthische Fraischvogteiamt Emskirchen-Hagenbüchach aus. Die Dorf- und Gemeindeherrschaft und die Grundherrschaft über alle Anwesen hatte das Vogtamt Hagenbüchach.
Von 1797 bis 1810 unterstand der Ort dem Justizamt Markt Erlbach und Kammeramt Emskirchen. Im Jahre 1810 kam Eckenberg an das Königreich Bayern. Im Rahmen des Gemeindeedikts wurde es dem 1811 gebildeten Steuerdistrikt Oberreichenbach zugeordnet. 1813 entstand die Ruralgemeinde Eckenberg, zu der Borbath, Ebersbach und Oberalbach gehörten. Mit dem Zweiten Gemeindeedikt (1818) wurden zwei Ruralgemeinden gebildet:
- Ebersbach mit Oberalbach (und Trabelshof von Ruralgemeinde Oberreichenbach);
- Eckenberg mit Borbath.[8][9]

Die Gemeinde Eckenberg war in Verwaltung und Gerichtsbarkeit dem Landgericht Markt Erlbach zugeordnet und in der Finanzverwaltung dem Rentamt Neustadt an der Aisch. Ab 1862 gehörte Eckenberg zum Bezirksamt Neustadt an der Aisch (1939 in Landkreis Neustadt an der Aisch umbenannt) und ab 1856 zum Rentamt Markt Erlbach (1919–1929: Finanzamt Markt Erlbach, 1929–1972: Finanzamt Neustadt an der Aisch, seit 1972: Finanzamt Uffenheim). Die Gerichtsbarkeit blieb beim Landgericht Markt Erlbach (1879 in das Amtsgericht Markt Erlbach umgewandelt), von 1959 bis 1972 war das Amtsgericht Fürth zuständig, seitdem ist es das Amtsgericht Neustadt an der Aisch. Die Gemeinde hatte 1964 eine Gebietsfläche von 7,636 km².
Am 1. Januar 1972 wurde Eckenberg im Zuge der Gebietsreform in Bayern nach Emskirchen eingemeindet.

### Ehemalige Baudenkmäler
- Haus Nr. 2: zweigeschossig, drei zu sechs Fenster, Gurtband und Quadersockel; im Sturz „18 JPR 36“[14]
- Haus Nr. 8: zweigeschossiges Satteldachhaus, Fenster verändert, neu verputzt; im Keilstein des Türgewändes „1788“[14]
- Haus Nr. 14: zweigeschossiges Wohnstallhaus, Schopfwalmdach, drei zu fünf Fenster; im Sturz der Tür „18 JAM“(üller) „54“; rundbogige Stalltür[14]

### Einwohnerentwicklung
Gemeinde Eckenberg
| Jahr      | 1818   | 1840   | 1852   | 1855   | 1861   | 1867   | 1871   | 1875   | 1880   | 1885   | 1890   | 1895   | 1900   | 1905   | 1910   | 1919   | 1925   | 1933   | 1939   | 1946   | 1950   | 1952   | 1961   | 1970   |
| Einwohner | 255    | 262    | 259    | 235    | 228    | 227    | 232    | 240    | 259    | 243    | 247    | 236    | 216    | 248    | 244    | 250    | 226    | 205    | 195    | 323    | 324    | 282    | 212    | 212    |
| Häuser    | 38     | 39     |        |        |        |        | 38     |        |        | 39     | 39     |        | 38     |        |        |        | 39     |        |        |        | 39     |        | 41     |        |
| Quelle    | [ 16 ] | [ 17 ] | [ 18 ] | [ 18 ] | [ 19 ] | [ 20 ] | [ 21 ] | [ 22 ] | [ 23 ] | [ 24 ] | [ 25 ] | [ 18 ] | [ 26 ] | [ 18 ] | [ 27 ] | [ 18 ] | [ 28 ] | [ 18 ] | [ 18 ] | [ 18 ] | [ 29 ] | [ 18 ] | [ 11 ] | [ 30 ] |

Ort Eckenberg
| Jahr      | 001818 | 001840 | 001861 | 001871 | 001885 | 001900 | 001925 | 001950 | 001961 | 001970 | 001987 |
| Einwohner | 140    | 145    | 100    | 129    | 141    | 119    | 132    | 184    | 129    | 125    | 101    |
| Häuser    | 21     | 21     |        |        | 22     | 21     | 22     | 22     | 23     |        | 30     |
| Quelle    | [ 16 ] | [ 17 ] | [ 19 ] | [ 21 ] | [ 24 ] | [ 26 ] | [ 28 ] | [ 29 ] | [ 11 ] | [ 30 ] | [ 1 ]  |

## Religion
Der Ort ist seit der Reformation evangelisch-lutherisch geprägt und bis heute nach St. Kilian (Emskirchen) gepfarrt.